# Chiesa della Natività di Maria Santissima (Genova, Sampierdarena)
La chiesa della Natività di Maria Santissima, nota anche come Santuario di Nostra Signora di Belvedere, è un edificio religioso cattolico del quartiere genovese di Sampierdarena. La sua comunità parrocchiale fa parte del vicariato di Sampierdarena dell'arcidiocesi di Genova.
Sorge sulla collina di Belvedere, antico borgo in posizione dominante sull'abitato di Sampierdarena, oggi inglobato nel tessuto urbano del quartiere.
L'edificio è sottoposto a vincolo architettonico dal 1933.

## Storia
La prima edificazione della chiesa, citata per la prima volta in un documento notarile del 1285 relativo ad un lascito, risale al XIII secolo come cappella del monastero di Santa Maria di Belvedere delle monache agostiniane, una istituzione conventuale destinata a giovani delle famiglie aristocratiche.
Nel 1351 le monache, fortemente diminuite di numero, si trasferirono nel monastero di santa Consolata in Fassolo e ad esse subentrarono i frati dello stesso ordine i quali per difficoltà economiche nel 1409 dovettero lasciare il convento che passò alle dirette dipendenze del Capitolo metropolitano di San Lorenzo. Gli agostinani poterono rientrarvi pochi anni dopo, nel 1416, restandovi da allora ininterrottamente fino alla soppressione degli ordini religiosi decretata nel 1797 dal governo della Repubblica Ligure.
Sebbene la chiesa fosse allora situata in una località di campagna lontana dalla città, all'inizio del Cinquecento divenne meta di pellegrinaggi di fedeli che vi affluivano per venerare l'antica immagine della Madonna che vi era custodita; nel 1563 una bolla di papa Pio IV concedeva l'indulgenza plenaria ai pellegrini che visitassero la chiesa nella festività dell'8 settembre.
Nel 1665 la chiesa, che era stata dichiarata santuario nel 1650, ritenuta troppo piccola per il grande afflusso di pellegrini e in cattive condizioni, venne completamente ricostruita nella forma che conserva ancora oggi.

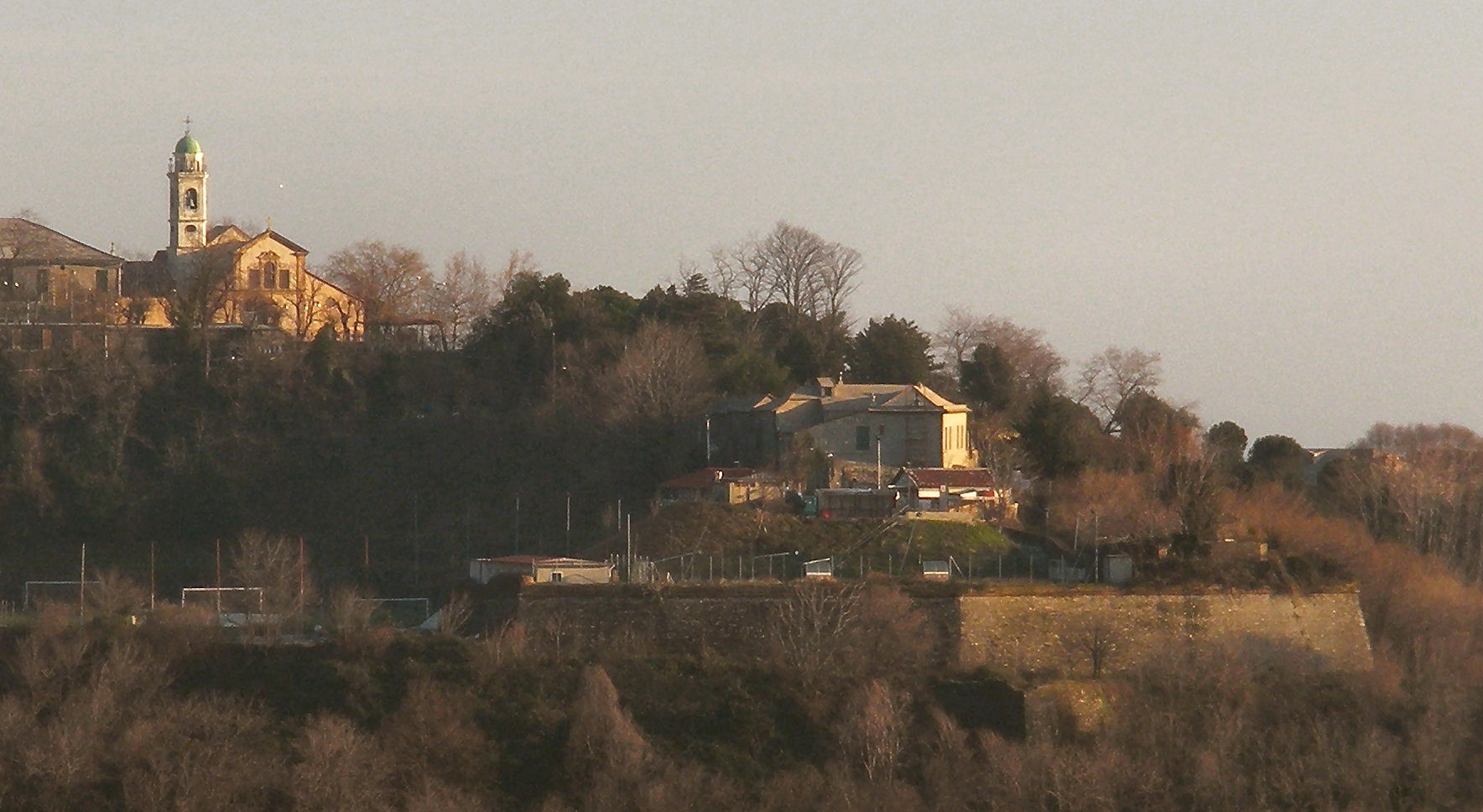
Il santuario e i resti del forte Belvedere

Dopo l'allontanamento dei religiosi nel 1797, il santuario rimase aperto al culto, officiato da un sacerdote secolare in veste di custode. Con la fine del governo napoleonico, nel 1815 tornarono per breve tempo gli agostiniani, ma nel 1819 la chiesa rischiò di essere demolita per far spazio alle fortificazioni volute dal governo sabaudo, provvedimento poi rientrato per la decisa reazione della popolazione: nel 1821 fu deciso di costruire il forte su terreni poco più a valle della chiesa, che in quello stesso anno venne affidata definitivamente al clero diocesano. La presenza delle vicine installazioni militari condizionò tuttavia per quasi tutto il secolo la vita del borgo collinare e della stessa chiesa.
Restauri vennero eseguiti nel 1846 (rifacimento degli stucchi e delle pitture del presbiterio) e nel 1896; nel 1931 (con decreto del 24 dicembre 1930) la chiesa fu eretta in parrocchia dal cardinale Carlo Dalmazio Minoretti, arcivescovo di Genova. Nel secondo dopoguerra il colle di Belvedere venne inglobato dall'espansione urbanistica sampierdarenese ed il santuario perse di importanza come meta di pellegrinaggio.

### La festa patronale
(Goffredo Casalis, "Dizionario geografico, storico, statistico e commerciale degli stati di S.M. il Re di Sardegna", Volume VII, Torino, 1840)
La festa patronale viene celebrata nella solennità della Natività di Maria, l'8 settembre; nei secoli passati richiamava una grande folla da tutta Genova, anche perché coincideva, ai tempi della Repubblica di Genova, con l'importante ricorrenza civile con cui si commemorava la vittoria navale sui veneziani a Curzola. I genovesi vi accorrevano in massa, percorrendo a piedi le ripide salite degli Angeli, direttamente da Genova, attraverso Promontorio, o salita Belvedere, da Sampierdarena.

## Descrizione

### Esterno
La facciata risale al rifacimento seicentesco. Nella parte centrale, corrispondente alla navata della chiesa, si apre un semplice portale con ai lati due piccole finestre chiuse da una grata, sopra al quale, in una cornice di stucchi, un piccolo bassorilievo ripropone l'immagine della tavola con l'effigie della Madonna conservata all'interno. Nella parte alta una finestra serliana.

### Interno
La chiesa, ad un'unica navata, ha subito nel tempo una serie di rifacimenti; nel rifacimento del 1665 è stata arricchita dei due altari laterali.
La volta, a botte fu affrescata nel 1896 dal sestrese Antonio Ghigliotti (figure di profeti e delle virtù) e dal sampierdarenese Carlo Orgero, che dipinse il medaglione con l'Assunta. Alle pareti, gli stemmi di diversi papi dell'Ottocento e del primo Novecento.
Sull'altare maggiore, entro una nicchia ricca di decori in marmo, è collocata la tavola ottagonale raffigurante la Madonna col Bambino, risalente all'inizio del XIV secolo, molto venerata dai pellegrini che salivano numerosi al santuario nei secoli passati. Il dipinto, ritenuto di scuola pisana, è attribuito da alcuni a Bartolomeo Pellerano da Camogli, artista che visse ed operò a Genova nella prima metà del XIV secolo.
Alle pareti laterali del presbiterio, Martirio di S. Orsola di Antonio Maria Piola (da alcuni attribuito al padre Domenico) e S. Agostino e altri santi di Giovanni Raffaele Badaracco.
Nelle cappelle laterali Madonna degli Angeli di Simone Barabino e alcuni dipinti seicenteschi: un quadro di autore ignoto, raffigurante San Giuseppe e quattro quadretti ovali di scuola fiamminga con i quattro evangelisti.

### Chiostro
Sul fianco sinistro della chiesa si trova un piccolo chiostro quadrato di gusto lombardo, unico elemento superstite della costruzione duecentesca. Ha cinque archi a tutto sesto per lato, che poggiano su rozzi pilastri ottagonali in pietra, ed una piccola fontana al centro del prato interno.